# Poplar (Docklands Light Railway)
Poplar è una stazione della Docklands Light Railway di Londra.
Si trova a Poplar, nella Travelcard Zone 2. La stazione è vicina a Canary Wharf ed è una stazione di interscambio per tre delle sei diramazioni della DLR (Stratford-Canary Wharf, Bank-Woolwich Arsenal e Tower Gateway-Beckton, essendo così una delle più trafficate dell'intera linea.

## Storia
Molto prima dell'apertura della DLR nel 1987, c'erano tre stazioni con il nome di Poplar. Tuttavia, nessuna era sul sito della stazione attuale.
- Una si trovava sulla London and Blackwall Railway tra l'8 luglio 1840 e il 4 maggio 1926. Questa è vicina al sito della stazione di Blackwall.
- Una era la stazione ferroviaria di Poplar (East India Dock Road) sulla North London Railway in uso dal 1866 fino al 1944. Questo è ora la stazione di All Saints.
- Una terza stazione denominata Poplar fu costruita nel 1851 ma mai aperta. Era situata a sud della stazione ferroviaria di North London (ora All Saints), e ad est dell'attuale deposito DLR.

La stazione DLR di Poplar è stata aperta il 21 agosto 1987, originariamente con solo due piattaforme, essendo servita solo dalla diramazione Stratford-Island Gardens della DLR. Quando la DLR fu espansa verso est, la stazione fu ampiamente ristrutturata, dotata di due altre piattaforme e ampliata. Il 28 marzo 1994 Poplar divenne il capolinea occidentale della nuova diramazione di Beckton, che aprì lo stesso giorno. Il 31 luglio 1995 la linea fu estesa a ovest, unendo Poplar a Westferry consentendo ai servizi di Beckton di andare a Tower Gateway. I servizi di Bank a King George V (successivamente Woolwich Arsenal) iniziarono il 2 dicembre 2005.